# Aloe albostriata
Aloe albostriata (Алое альбостріата, Алое білосмугасте)  — сукулентна рослина роду алое.

## Етимологія
Видову назву ця рослина отримала через подовжні білі жилки (смужки) на листках (лат. albo — білий, лат. striata — смуга).

## Морфологічні ознаки
Листя довгі, светлозелені, суцвіття за формою схожі на Aloe ibitiense, але відрізняються тим, що гілкуються. Вид також схожий на Aloe berevoana, що зростає поруч, але відрізняється світло-зеленим листям з поздовжніми жилками.

## Місця зростання
Мадагаскар, провінція Антананаріву, гірська гряда за 80 км на захід від Антцирабе.